# Sassenberg
Sassenberg – miasto w Niemczech, położone w kraju związkowym Nadrenia Północna-Westfalia, w rejencji Münster, w powiecie Warendorf. W 2010 roku liczyło 14 240 mieszkańców.

## Współpraca
Miejscowości partnerskie:
- Löcknitz, Meklemburgia-Pomorze Przednie
- Plöwen, Meklemburgia-Pomorze Przednie